# R-13 (tên lửa)

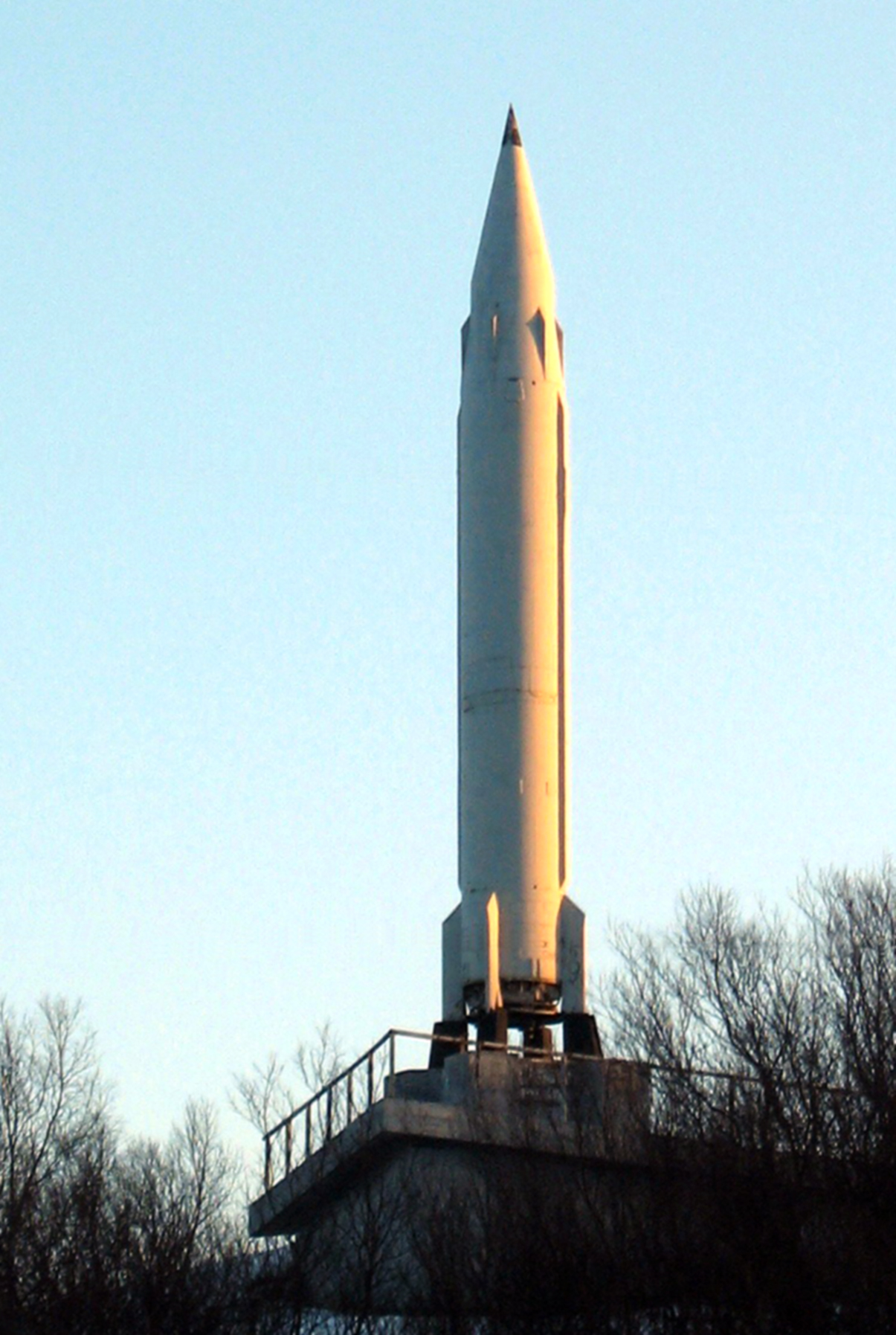
Tượng đài kỷ niệm tên lửa R-13 tại căn cứ hải quân Severomorsk

R-13 (Russian: роҝета-13)  là một tên lửa đạn đạo phóng từ tàu ngầm do Liên Xô phát triển từ năm 1955. Tên ký hiệu NATO của loại tên lửa này là SS-N-4 Sark, mã hiệu GRAU 4K50.

## Lịch sử thiết kế và trang bị
Việc phát triển tên lửa được đưa ra bởi Hội đồng Xô Viết tối cao vào ngày 25 tháng 7 năm 1955 để trang bị cho các tàu ngầm Proyekta 629 và Proyekta 658. Việc thiết kế tên lửa được giao cho OKB-1 của Sergei Korolev trước khi công việc được chuyển giao cho Phòng thiết kế Miasskoe/ Viện thiết kế tên lửa Makeyev của Viktor Makeyev. Đặc tính kỹ thuật của tên lửa được thông qua vào ngày 11/1/1956. Tên lửa được chế tạo tại nhà máy cơ khí chế tạo Zlatoust từ năm 1959. R-13 là một tên lửa SLBM nhiên liệu lỏng 1 tầng đẩy, có vẻ ngoài rất giống với tên lửa R-11FM nên các cơ quan tình báo phương Tây thường hay nhầm lẫn giữa hai loại tên lửa này. R-13 được trang bị trong Hải quân Liên Xô từ năm 1965 đến 1975.
R-13 là loại tên lửa đạn đạo phóng từ tàu ngầm đầu tiên của Liên Xô sử dụng động cơ đẩy cỡ nhỏ vernier thruster giúp tăng khả năng thay đổi đường bay của tên lửa thay vì sử dụng các cánh điều khiển khí động học. Dù vậy, để tăng tính ổn định cho tên lửa trong giai đoạn bay đầu, tên lửa vẫn có 4 cánh đuôi cố định.
Trong thời gian tên lửa được triển khai từ năm 1961 đến 1975, đã có tổng cộng 225 lần phóng tên lửa thành công trên tổng số 311 lần phóng tên lửa (72% thành công).

## Trang bị trong
Liên Xô
- Hải quân Liên Xô

## Đặc điểm
- Chiều dài: 11,8 m
- Chiều rộng: 1,3 m
- Đường kính thân (kể cả cánh đuôi): 1,9 m
- Trọng lượng phóng: 13,7 T
- Đầu đạn: một đầu đạn hạt nhân đương lượng nổ 1,2 đến 2 Mt
- Động cơ: động cơ nhiên liệu lỏng, một tầng đẩy
  - Chất ô xy hóa: AK-271
  - Nhiên liệu: TG-02
- Tầm bắn: khoảng 600 km (370 mi)
- Bán kính chính xác: 1,8 đến 4 km